# 公文俊平
公文 俊平（くもん しゅんぺい、1935年1月20日 - ）は、日本の社会学者。東京大学教授、多摩大学情報社会学研究所所長、多摩大学教授、立命館アジア太平洋大学アジア太平洋学部客員教員、情報社会学会会長などを歴任。専門は、社会システム論、国際関係論。

## 人物
高知県出身。土佐中学校・高等学校を経て、1957年に東京大学経済学部卒業。1959年に同大学院社会科学研究科理論経済学専門課程修士課程修了。1967年に東京大学教養学部助教授、カールトン大学客員助教授・客員準教授。1968年にインディアナ大学経済学大学院でPh.D.取得。1971年に経済企画庁客員研究官。1978年、東京大学教養学部教授。1988年にワシントン大学客員研究教授。1990年に国際大学教授。1993年に国際大学グローバル・コミュニケーション・センター所長、2004年に多摩大学情報社会学研究所所長、多摩大学教授（担当講義は「社会システム論」）、現在に至る。
当初は経済学者として研究活動をスタートしたが、その後は社会科学の諸分野の統合を試み、情報・メディア・コミュニケーション研究を研究テーマとする。神戸情報大学院大学非常勤講師を歴任。
東京大学教授在任中は、臨時教育審議会の専門委員に就任。東京大学においても同僚の村上泰亮、佐藤誠三郎らとともに教養学部の改革を進めていたが、1988年（昭和63年）に、教養学部の教員人事に端を発したいわゆる東大駒場騒動（中沢事件）が起こり頓挫。西部邁、村上泰亮らとともに辞職した。

## 著書
- 『一般システムの諸類型 - 社会システム論のために』（学習研究社） 1974
- 『社会システム論』（日本経済新聞社） 1978
- 『転換期の世界』（講談社、講談社学術文庫） 1978
- 『ネットワーク社会』（中央公論社） 1988
- 『アメリカの情報革命』（NECクリエイティブ） 1994
- 『情報文明論』（NTT出版） 1994
- 『文明の進化と情報化 - IT革命の世界史的意味』（NTT出版） 2001
- 『情報社会学序説 - ラストモダンの時代を生きる』（NTT出版） 2004
- 『情報社会のいま - あたらしい智民たちへ』（NTT出版） 2011

### 共著
- 『現代経済学（10）経済体制』（村上泰亮, 熊谷尚夫、岩波書店） 1973
- 『文明としてのイエ社会』（村上泰亮, 佐藤誠三郎、中央公論社） 1979
- 『国際関係論』（衞藤瀋吉, 平野健一郎, 渡辺昭夫、東京大学出版会） 1982、第2版 1989

### 編著
- 『ネティズンの時代』（NTT出版） 1996
- 『2005年日本浮上 - 長期波動で読む再生のダイナミズム』（NTT出版） 1998
- 『「リーディングズ」情報社会』（NTT出版） 2003

### 共編著
- 『講座現代経済思潮（3）社会・経済システム』（竹内靖雄, 村上泰亮、東洋経済新報社） 1978
- 『日本の安全・世界の平和 - 猪木正道先生退官記念論文集』（衛藤瀋吉ほか、原書房） 1980
- 『日本的集団主義』（濱口恵俊、有斐閣） 1982
- 『国際政治経済の基礎知識』（高坂正堯、有斐閣） 1983
- Cultural and Social Dynamics, co-edited with Henry Rosovsky, (Stanford University Press, 1992).
- 『地域情報化 - 認識と設計』（丸田一, 國領二郎、NTT出版） 2006
- 『応用情報社会学 発展途上国における 情報社会構築の指南書』（前田充浩, 大岡明、NextPublishing Authors Press） 2021

## 翻訳
- 『ソ連経済』（アレク・ノーヴ、日評社） 1967
- 『大学闘争の戦略と戦術』（イマニュエル・ウォーラーステイン、日本評論社） 1969
- 『プログラム学習によるマクロ経済学』（リチャード・アティエ, キース・ラムズデン, ジョージ・リランド・バック、学習研究社） 1971
- 『システム分析』1・2（E・S・クェイド, W・I・ブッチァー編、竹内書店） 1972
- 『明日の地球世代のために - 「成長の限界」をめぐる世界知識人71人の証言』（ウイレム・L・オルトマンズ編、日貿出版社） 1973
- 『環境科学入門 - プログラム学習による』（フィリップス・W・フォスター、学習研究社） 1973
- 『エレクトロニックビレッジ - 情報ネットワークがひらくコミュニティーの新世界』（アンドリュー・M・コヒル, アンドレア・L・カバノー編、くまざさ社） 1999
- 『スマートモブズ - 「群がる」モバイル族の挑戦』（ハワード・ラインゴールド、共訳、NTT出版） 2003
- 『テレコム・メルトダウン - アメリカの情報通信政策は失敗だったのか』（エリ・ノーム, ローレンス・レッシグ, トーマス・W・ヘイズレット, リチャード・A・エプスタイン、NTT出版） 2005